# Häggås-Lillsjön
Häggås-Lillsjön är en sjö i Dorotea kommun i Lappland och ingår i Ångermanälvens huvudavrinningsområde. Sjön har en area på 0,371 kvadratkilometer och ligger 372,2 meter över havet.

## Delavrinningsområde
Häggås-Lillsjön ingår i det delavrinningsområde (713936-153446) som SMHI kallar för Mynnar i Bergvattenån. Medelhöjden är 383 meter över havet och ytan är 28,82 kvadratkilometer. Det finns inga avrinningsområden uppströms utan avrinningsområdet är högsta punkten. Bäverdammbäcken som avvattnar avrinningsområdet har biflödesordning 5, vilket innebär att vattnet flödar genom totalt 5 vattendrag innan det når havet efter 282 kilometer. Avrinningsområdet består mestadels av skog (50 procent) och sankmarker (46 procent). Avrinningsområdet har 0,37 kvadratkilometer vattenytor vilket ger det en sjöprocent på 1,3 procent.